# Fettuccine Alfredo
Fettuccine Alfredo é um prato feito de fettuccine com queijo parmesão e manteiga. À medida que o queijo derrete, ele emulsifica os líquidos para formar uma cobertura leve e rica sobre a massa. O termo é um sinônimo para massa com manteiga e queijo parmesão (Italiano: pasta al burro e parmigiano), uma das mais antigas e simples maneiras de preparar massa. O nome do prato vem de Alfredo Di Lelio, um restaurateur que abriu e operou restaurantes em Roma, Itália, durante o século XX.